# 二川孝広
二川 孝広（ふたがわ たかひろ、1980年6月27日 - ）は、大阪府高槻市出身の元サッカー選手、サッカー指導者。ポジションはミッドフィールダー。元日本代表。

## 来歴
小中学生時代は地元高槻市である高槻FCに所属した。小学時代は大阪でもベスト4が最高成績だったが、中学時代は3年時にクラブユース選手権関西大会でJリーグクラブの下部組織を抑え優勝し、自身もMVPを受賞した。
1996年にガンバ大阪ユースに入団。主にボランチで活躍。3年時はキャプテンとしてチームを牽引し、クラブユース選手権にて優勝、高円宮杯にて準優勝という成績を収めた。
1999年にトップチームに昇格。同期昇格の大黒将志とはユース時代からのコンビで、大黒が札幌にレンタル移籍した1年間を除いて、2005年まで同じチームでプレーしていた。　
昇格2年目の2000年頃から出場機会を増やし、2002年にG大阪の監督に就任した西野朗からも中盤の様々なポジションで起用され、繊細なボール感覚と抜群のパスセンスを発揮し、遠藤保仁らと共にG大阪の攻撃サッカーの中軸を担い、2003年からは背番号を10番に変更。リーグ初制覇した2005年は、主に3-5-2の中盤の左アウトサイドとして出場していた。2006年以降は主に4-4-2の二列目の左MFとして出場している。
2006年8月アジアカップ予選の西アジア遠征で日本代表に初招集される。同年10月4日のキリンチャレンジカップ2006・ガーナ戦で背番号10を着けてA代表初出場を果たした。2007年のリーグ戦は全試合に出場した。
2008年、Jリーグ選抜に選出され、韓国・Kリーグ選抜とのオールスターゲームJOMO CUPに出場。AFCチャンピオンズリーグ2008では、グループリーグで3得点を決め、決勝第2戦のアデレード・ユナイテッド戦でも、ルーカスの2得点目をアシストし、クラブのアジア制覇に貢献。同年度の日刊スポーツ提供「黄金の脚賞」を受賞した。同年12月に開催されたFIFAクラブワールドカップ2008では怪我をおして出場するが、初戦のアデレード戦で怪我していた部分を再び痛め、本人も楽しみにしていたヨーロッパ王者マンチェスター・ユナイテッドとの準決勝は欠場。3位決定戦のCFパチューカ戦では途中出場するも、試合終了間際にレッドカードを提示され退場処分を受けた。
2009年は前年に負った怪我により復帰が遅れるも復帰以降は好調を維持し、天皇杯決勝の名古屋戦では、試合を決定づける3得点目を決め、チームの天皇杯連覇に貢献した。2010年の前半戦は攻撃陣に負傷者が続出する中、活躍を見せたものの、夏に体調を崩してからは不調に陥り、後半戦はこの年台頭した宇佐美貴史の活躍もあり控えに回ることもあった。それでも2011年には復活を遂げ、4年ぶりにリーグ戦30試合以上に出場した。2012年もシーズン通して安定した活躍を見せるもチームは初のJ2降格となった。
自身初のJ2でのプレーとなった2013年、多くの若手選手が台頭したが、シーズン通してレギュラーの座を譲らずG大阪のJ2優勝と1年でのJ1復帰に貢献した。
2014年は主にスーパーサブとして出場し、G大阪の昇格1年目での三冠達成に貢献した。2015年の出場はほとんどがカップ戦でリーグ戦は過去最小のわずか2試合の出場に留まった。しかしACLのグループリーグ最終節の城南FC戦、準々決勝2ndLegの全北現代戦、準決勝2ndLegの広州恒大戦と絶対に勝たなければならない勝負どころの一戦では先発出場するなど存在感を示した。特に広州恒大戦では不動のスタメンだったエース宇佐美貴史の代わりに先発出場を果たした。チームは敗れたものの、持ち前の決定的なパスを量産し、攻撃の起点となった。
2016年、ガンバ大阪U-23のJ3リーグ開幕戦にオーバーエイジ枠として出場し、同一チームでのJリーグ3カテゴリー出場となった。4月3日の第3節・カターレ富山戦ではJ3初ゴールも挙げた。しかし、トップチームでの前半戦の出場はACLの1試合のみで、J1リーグ戦では出場機会はおろかベンチ入りすら1試合もなかった。前半戦終了後、元G大阪監督の竹本一彦がGMを務める東京ヴェルディからオファーを受け、G大阪側からは慰留されたが、出場機会を求め17年過ごしたG大阪からの移籍を決断。6月28日、東京Vへの期限付き移籍が発表された。
2018年3月、栃木SCへ期限付き移籍。
2019年1月18日、FCティアモ枚方へ完全移籍。
2022年9月にサッカースクールを開設した。同年11月16日、現役を引退すると発表した。
2022年11月20日、2023シーズンのFCティアモ枚方のトップチーム監督就任を発表。

## 人物
- 無口で寡黙な性格で知られている[10]。インタビューも苦手で2009年にG大阪の公式応援番組『GAMBA TV〜青と黒〜』で、MCのたむらけんじと対談したが、たむらの質問に淡々と答えるトークがほとんどであった[11]。2002年から2011年まで監督を務めた西野朗は、「（二川が）現役時代に10年間一緒にやっても、3回ぐらいしか話したことがない（笑い）。言葉を聞いたことが本当に少なかったし、引き出せなかった」と述べている[12]。また、2009年の年内最終放送の特別企画では、「収録に出てきてくれた」という理由で『GAMBA TV』の2009年MVPを受賞した。
- 好きなサッカー選手はという問いには「見てて面白いから」という理由で、元ブラジル代表のロナウジーニョを挙げている[13]。
- 2013年1月8日、一般女性と結婚したことを発表した[14]。2014年に第一子が誕生。
- 2016年7月に経営者として箕面市に鍼灸院を開院[15]。

## 所属クラブ
- 1988年 - 1995年 高槻FC（高槻市立丸橋小学校 - 高槻市立第三中学校）
- 1996年 - 1998年 ガンバ大阪ユース（大阪府立島上高等学校）
- 1999年 - 2018年 ガンバ大阪
  - 2016年 - 2018年3月 東京ヴェルディ（期限付き移籍）
  - 2018年4月 - 12月 栃木SC（期限付き移籍）
- 2019年 - 2022年 FCティアモ枚方

## 個人成績
| 国内大会個人成績 | 国内大会個人成績 | 国内大会個人成績 | 国内大会個人成績 | 国内大会個人成績 | 国内大会個人成績 | 国内大会個人成績 | 国内大会個人成績 | 国内大会個人成績 | 国内大会個人成績 | 国内大会個人成績 | 国内大会個人成績 |
| 年度             | クラブ           | 背番号           | リーグ           | リーグ戦         | リーグ戦         | リーグ杯         | リーグ杯         | オープン杯       | オープン杯       | 期間通算         | 期間通算         |
| 年度             | クラブ           | 背番号           | リーグ           | 出場             | 得点             | 出場             | 得点             | 出場             | 得点             | 出場             | 得点             |
| 日本             | 日本             | 日本             | 日本             | リーグ戦         | リーグ戦         | リーグ杯         | リーグ杯         | 天皇杯           | 天皇杯           | 期間通算         | 期間通算         |
| ---------------- | ---------------- | ---------------- | ---------------- | ---------------- | ---------------- | ---------------- | ---------------- | ---------------- | ---------------- | ---------------- | ---------------- |
| 1999             | G大阪            | 32               | J1               | 5                | 0                | 2                | 0                | 2                | 0                | 9                | 0                |
| 2000             | G大阪            | 16               | J1               | 21               | 0                | 2                | 0                | 3                | 1                | 26               | 1                |
| 2001             | G大阪            | 16               | J1               | 26               | 2                | 4                | 1                | 3                | 1                | 33               | 4                |
| 2002             | G大阪            | 8                | J1               | 28               | 2                | 7                | 0                | 2                | 0                | 37               | 2                |
| 2003             | G大阪            | 10               | J1               | 29               | 5                | 5                | 0                | 2                | 0                | 36               | 5                |
| 2004             | G大阪            | 10               | J1               | 30               | 4                | 7                | 0                | 3                | 0                | 40               | 4                |
| 2005             | G大阪            | 10               | J1               | 29               | 0                | 8                | 0                | 2                | 0                | 39               | 0                |
| 2006             | G大阪            | 10               | J1               | 33               | 6                | 2                | 0                | 5                | 1                | 40               | 7                |
| 2007             | G大阪            | 10               | J1               | 34               | 7                | 11               | 3                | 4                | 1                | 49               | 11               |
| 2008             | G大阪            | 10               | J1               | 29               | 1                | 4                | 2                | 1                | 0                | 34               | 3                |
| 2009             | G大阪            | 10               | J1               | 21               | 4                | 2                | 0                | 6                | 1                | 29               | 5                |
| 2010             | G大阪            | 10               | J1               | 27               | 3                | 2                | 0                | 3                | 0                | 32               | 3                |
| 2011             | G大阪            | 10               | J1               | 32               | 5                | 2                | 0                | 1                | 0                | 35               | 5                |
| 2012             | G大阪            | 10               | J1               | 29               | 3                | 0                | 0                | 4                | 0                | 33               | 3                |
| 2013             | G大阪            | 10               | J2               | 36               | 4                | -                | -                | 2                | 0                | 38               | 4                |
| 2014             | G大阪            | 10               | J1               | 19               | 1                | 6                | 0                | 2                | 1                | 27               | 2                |
| 2015             | G大阪            | 10               | J1               | 2                | 0                | 4                | 1                | 0                | 0                | 6                | 1                |
| 2016             | G大阪            | 10               | J1               | 0                | 0                | -                | -                | -                | -                | 0                | 0                |
| 2016             | 東京V            | 32               | J2               | 20               | 1                | -                | -                | 2                | 0                | 22               | 1                |
| 2017             | 東京V            | 32               | J2               | 2                | 0                | -                | -                | 1                | 0                | 3                | 0                |
| 2018             | 東京V            | 32               | J2               | 0                | 0                | -                | -                | -                | -                | 0                | 0                |
| 2018             | 栃木             | 50               | J2               | 7                | 0                | -                | -                | 0                | 0                | 7                | 0                |
| 2019             | 枚方             | 10               | 関西1部          | 6                | 3                | -                | -                | -                | -                | 6                | 3                |
| 2020             | 枚方             | 10               | 関西1部          | 6                | 1                | -                | -                | 1                | 0                | 7                | 1                |
| 2021             | 枚方             | 10               | JFL              | 7                | 0                | -                | -                | -                | -                | 7                | 0                |
| 2022             | 枚方             | 10               | JFL              | 8                | 1                | -                | -                | -                | -                | 8                | 1                |
| 通算             | 日本             | 日本             | J1               | 394              | 43               | 68               | 7                | 43               | 5                | 505              | 56               |
| 通算             | 日本             | 日本             | J2               | 65               | 5                | -                | -                | 5                | 0                | 70               | 5                |
| 通算             | 日本             | 日本             | JFL              | 15               | 1                | -                | -                | -                | -                | 15               | 1                |
| 通算             | 日本             | 日本             | 関西1部          | 12               | 4                | -                | -                | 1                | 0                | 13               | 4                |
| 総通算           | 総通算           | 総通算           | 総通算           | 493              | 53               | 68               | 7                | 49               | 6                | 610              | 66               |

その他の公式戦
| 2016   | G大23  | 10     | J3     | 10 | 1 | 10 | 1 |
| 通算   | 日本   | 日本   | J3     | 10 | 1 | 10 | 1 |
| 総通算 | 総通算 | 総通算 | 総通算 | 10 | 1 | 10 | 1 |

- 2006年
  - スーパーカップ 1試合0得点
- 2007年
  - スーパーカップ 1試合1得点
- 2010年
  - スーパーカップ 1試合0得点

| 国際大会個人成績 | 国際大会個人成績 | 国際大会個人成績 | 国際大会個人成績 | 国際大会個人成績 | FIFA      | FIFA      |
| 年度             | クラブ           | 背番号           | 出場             | 得点             | 出場      | 得点      |
| AFC              | AFC              | AFC              | ACL              | ACL              | クラブW杯 | クラブW杯 |
| ---------------- | ---------------- | ---------------- | ---------------- | ---------------- | --------- | --------- |
| 2006             | G大阪            | 10               | 5                | 1                | -         | -         |
| 2008             | G大阪            | 10               | 12               | 3                | 2         | 0         |
| 2009             | G大阪            | 10               | 1                | 0                | -         | -         |
| 2010             | G大阪            | 10               | 7                | 1                | -         | -         |
| 2011             | G大阪            | 10               | 7                | 1                | -         | -         |
| 2012             | G大阪            | 10               | 5                | 0                | -         | -         |
| 2015             | G大阪            | 10               | 4                | 0                | -         | -         |
| 2016             | G大阪            | 10               | 1                | 0                | -         | -         |
| 通算             | AFC              | AFC              | 42               | 6                | 2         | 0         |

その他の国際公式戦
- 2006年
  - A3チャンピオンズカップ 3試合0得点
- 2008年
  - パンパシフィックチャンピオンシップ 2試合0得点
  - スルガ銀行チャンピオンシップ 1試合0得点
- 2015年
  - スルガ銀行チャンピオンシップ 1試合0得点

公式戦
- 初出場 - 1999年6月12日 ヤマザキナビスコカップ2回戦 vs鹿島アントラーズ（万博記念競技場）
- 初得点 - 2000年12月23日 天皇杯準々決勝 vsジュビロ磐田（仙台スタジアム）

Jリーグ
- 初出場 - 1999年8月28日 J1 2nd第5節 vs横浜F・マリノス（新潟市陸上競技場）
- 初得点 - 2001年7月7日 J1 1st第13節 vs東京ヴェルディ1969（万博記念競技場）
- 100試合出場 - 2003年9月14日 J1 2nd第5節 vs清水エスパルス（草薙球技場）
- 150試合出場 - 2005年5月8日 J1 第11節 vs名古屋グランパスエイト（万博記念競技場）
- 200試合出場 - 2006年11月26日 J1 第33節 vs京都パープルサンガ（万博記念競技場）
- 250試合出場 - 2008年7月6日 J1 第17節 vs柏レイソル（日立柏サッカー場）
- 300試合出場 - 2010年8月14日 J1 第18節 vsベガルタ仙台（ユアテックスタジアム仙台）
- 350試合出場 - 2012年4月14日 J1 第6節 vs川崎フロンターレ（万博記念競技場）

## タイトル

### クラブ
ガンバ大阪ユース
- 日本クラブユース選手権(U-18)：1回（1998年）

ガンバ大阪
- Jリーグ ディビジョン1：2回（2005年、2014年）
- Jリーグ ディビジョン2：1回（2013年）
- ナビスコカップ：2回（2007年、2014年）
- 天皇杯：4回（2008年、2009年、2014年、2015年）
- ゼロックススーパーカップ：2回（2007年、2015年）
- AFCチャンピオンズリーグ：1回（2008年）
- パンパシフィックチャンピオンシップ：1回（2008年）

FCティアモ枚方
- 大阪サッカー選手権：1回（2020年）
- 関西サッカーリーグ1部：1回（2020年）
- 全国地域サッカーチャンピオンズリーグ：1回（2020年）

### 個人
- Jリーグ優秀選手賞：3回（2004年、2006年、2007年）

## 代表歴
- 国際Aマッチ出場 - 2006年10月4日 キリンチャレンジカップ2006 vsガーナ代表（日産スタジアム）

### 試合数
- 国際Aマッチ 1試合 0得点（2006年）

| 日本代表 | 国際Aマッチ | 国際Aマッチ |
| 年       | 出場        | 得点        |
| -------- | ----------- | ----------- |
| 2006     | 1           | 0           |
| 通算     | 1           | 0           |

### 出場
| No. | 開催日        | 開催都市 | スタジアム     | 対戦国 | 結果 | 監督   | 試合概要                   |
| --- | ------------- | -------- | -------------- | ------ | ---- | ------ | -------------------------- |
| 1.  | 2006年10月4日 | 横浜市   | 日産スタジアム | ガーナ | ●0-1 | オシム | キリンチャレンジカップ2006 |

## 指導歴
- 2023年 -  FCティアモ枚方 監督